# الخدمة المدنية السودانية
الخدمة المدنية السودانية هي خدمة تجنيد إلزامية يقوم بها المواطنون السودانيون البالغون من العمر 18 سنة، حيث يتم نقلهم إلى معسكر خلال بداية الإجازة الصيفية بمراكز معينة في ولاية الخرطوم لتلقي تدريبات عسكرية خلال فترة زمنية معينة، تجعلهم مؤهلين لخوض معارك ميدانية تجعلهم في قائمة الاحتياط العسكرية. بحسب المفوضية المكلفة باختيار الخدمة المدنية تم حذف إلزامية شرط الخدمة العسكرية للتوظيف في مؤسسات الدولة.

## طلاب الشهادة
في كل سنة، يتم إلزام الطلبة الذين امتحنوا في امتحان الشهادة السودانية، بالقيام بإجراء الخدمة المدنية في المقابل يتم منع الذين لم يقوموا به من التقديم للجامعات بعد إعلان نتائج امتحان الشهادة السودانية.

## الإعفاءات
- يتم إعفاء الأشخاص الأقل من 18 سنة وتصنيفهم كصغار سن مؤقتا.
- يتم استخراج بطاقة تأجيل للمقبلين على الجامعات شريطة أن يقوموا بهذا الإجراء بعد انتهائهم من المرحلة الجامعية
- يتم إعفاء أصحاب الإعاقات الجسدية من إجراء الخدمة المدنية نهائياً.